# Free! Entrez dans l'économie du gratuit
Free! Entrez dans l'économie du gratuit (titre anglais : Free: The Future of a Radical Price) est un livre de Chris Anderson. L'auteur aborde l'histoire américaine de tout ce qui a été gratuit, explique comment ce modèle économique peut être rentable en orientant ensuite sa présentation sur le monde d'Internet.

## Autour du livre
Après La Longue Traîne (The Long Tail: Why the Future of Business Is Selling Less of More, 2006), Chris Anderson explore plus avant la façon dont le commerce électronique et internet en général modifient les modèles économiques établis au XXe siècle.
L'économie du gratuit sur internet, tout comme la demande pour des produits spécialisés dans la longue traîne, suppose pour les entreprises une adaptation à une nouvelle économie, celle où l'on réfléchit à partir d'internet par opposition à l'environnement économique précédent où internet n'est vu que comme un nouveau débouché, un nouvel outil à mettre au diapason des règles reconnues.
Anderson cite à de nombreuses reprises des articles de Wikipedia pour leur contenu, mais aussi en tant qu'exemple de gratuité. L'idée de la tendance générale vers la gratuité est jugée provocante par certains, et ne fait pas l'unanimité. Le livre d'Anderson a cependant le mérite de montrer à quel point la notion de gratuité est déjà bien implantée dans nos sociétés.

## Éditions

### Éditions originales
- version gratuite en ligne publiée via Scribd sur le blog de l'auteur le 6 juillet 2009
- version reliée publiée le 7 juillet 2009
- E-books (version abrégée gratuite, aux États-Unis seulement, et version complète payante) publiés le 9 juillet 2009

à noter aussi :
- version audio complète gratuite, et version audio abrégée payante
- version brochée abrégée gratuite au Royaume-Uni, sponsorisée par Adobe

### Édition française
- Free! Entrez dans l'économie du gratuit, traduit de l'américain par Michel Le Séac'h, Pearson 2009  (ISBN 978-2-7440-6351-0)